# Mühlholz (Feldkirchen-Westerham)
Mühlholz ist ein Ortsteil der Gemeinde Feldkirchen-Westerham. Die Einöde liegt auf einer Höhe von 552 m ü. NN westlich von Thal und hat drei Einwohner (Stand 31. Dezember 2004).
Koordinaten: 47° 56′ N, 11° 54′ O